# Leucadendron linifolium
Espèce

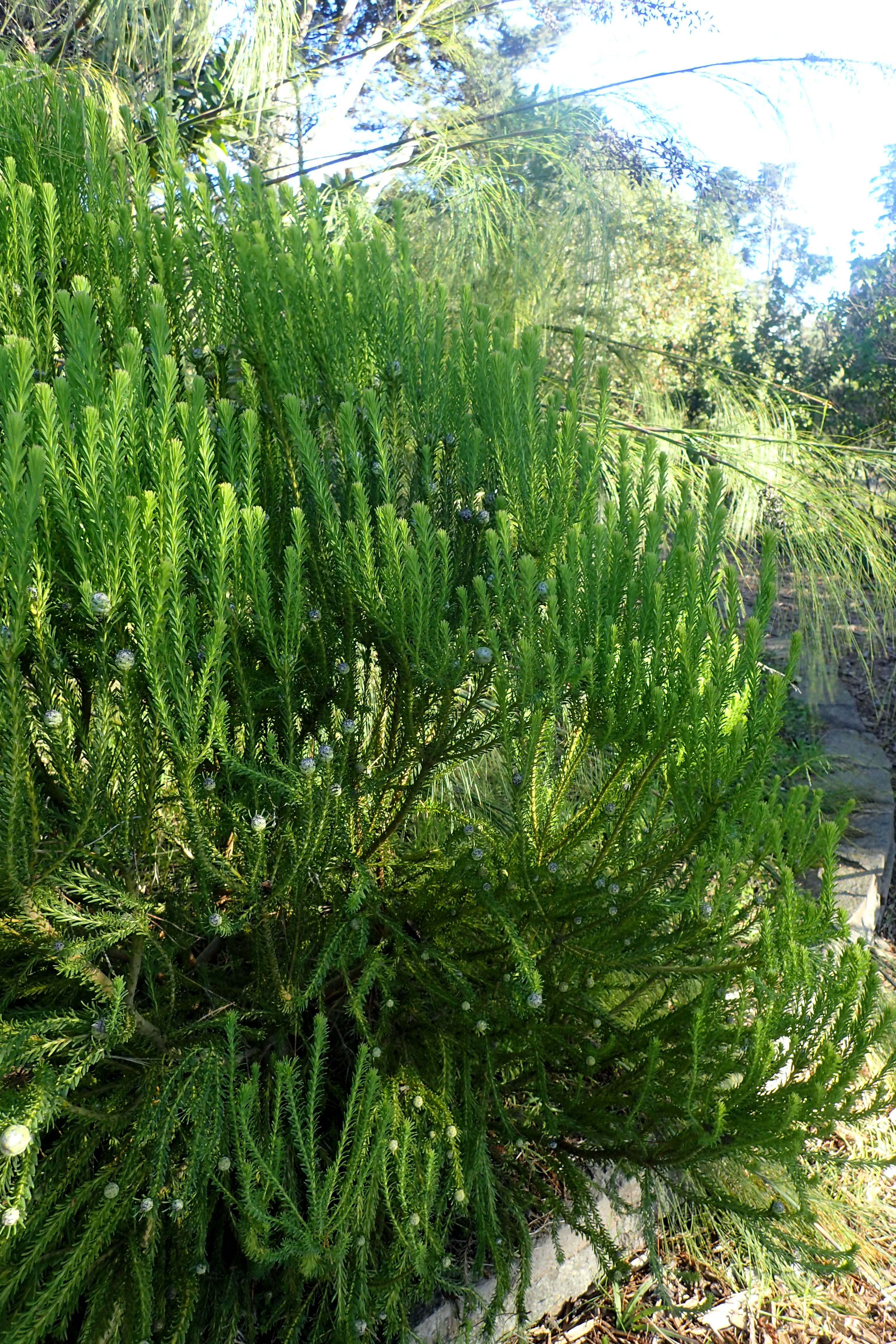

Leucadendron linifolium est une espèce de plantes à fleurs de la famille des Proteaceae. Cet arbuste à fleurs, originaire du Cap-Occidental en Afrique du Sud, fait partie du fynbos.

## Description

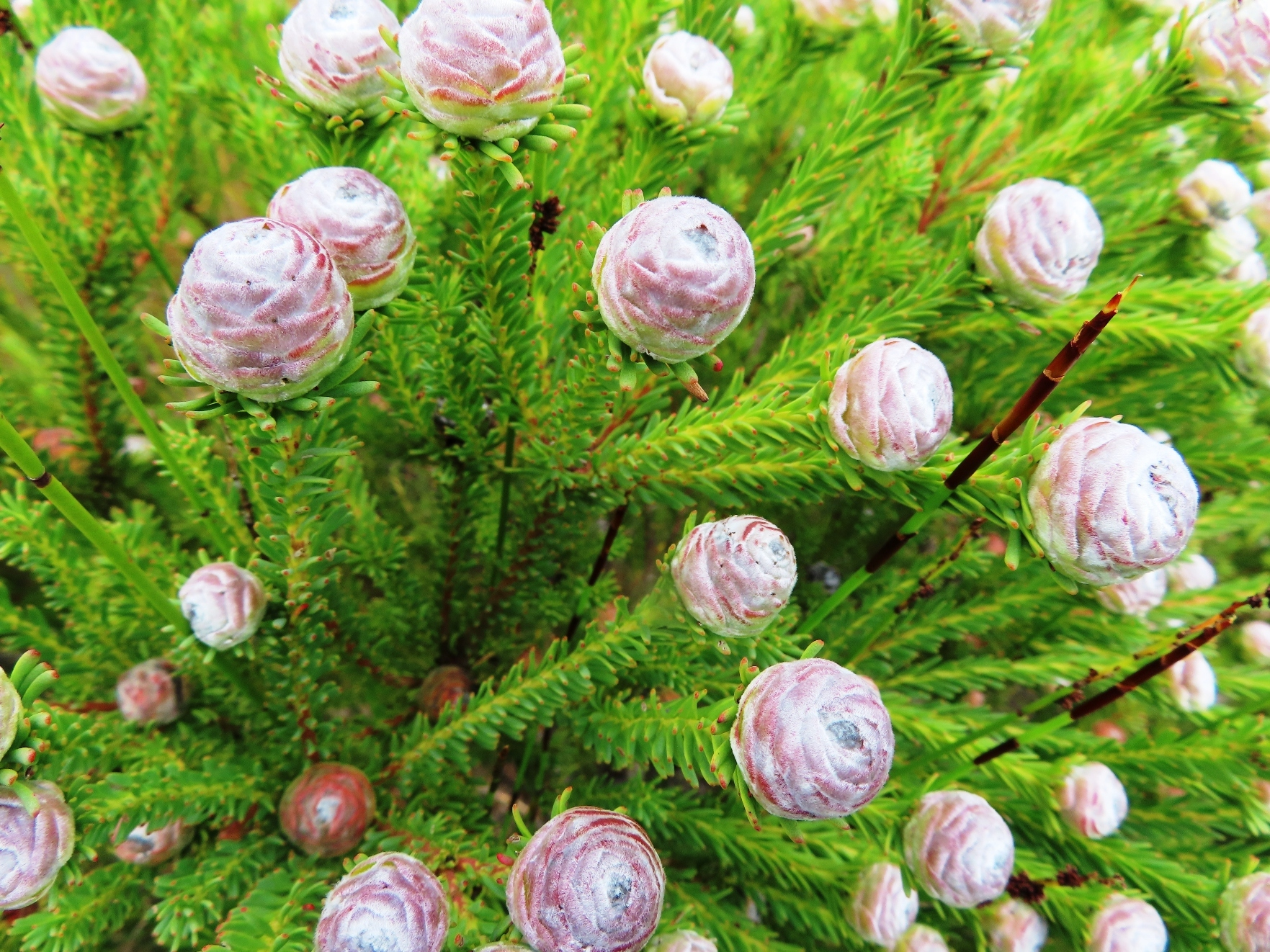

Leucadendron linifolium est un arbuste qui atteint 2 m de haut et fleurit de septembre à octobre. Le feu détruit la plante, mais les graines survivent. Celles-ci sont stockées dans un trou sur la plante femelle et sont libérées là où elles tombent au sol, probablement disséminées par le vent. La plante est unisexuée et il existe des plants mâles et femelles. La pollinisation est assurée par des insectes.

## Répartition et habitat

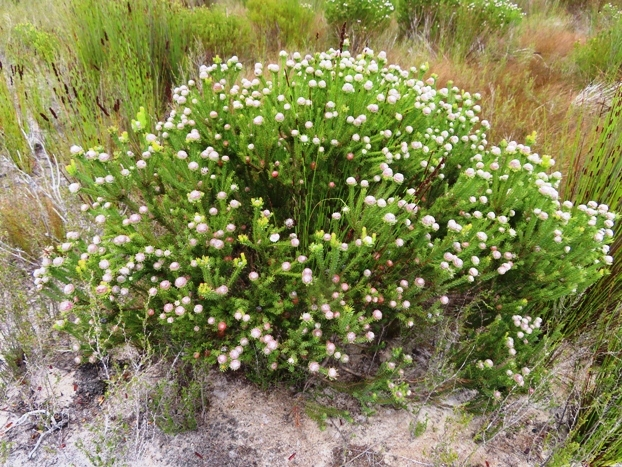

La plante est présente dans les plaines du Cap, de la rivière Eerste (en) à la plage de Strand, du fleuve Bot à Elim, et de Bredasdorp, Potberg et Jakkalsfontein aux plaines de Riversdal. Elle pousse principalement dans les sols sableux et perméables à l'eau, à des altitudes de 5-120 m.

## Dénominations
Cet arbuste est appelé communément en afrikaans Duineknoppiesbos, et, en anglais, Line-leaf conebush.

## Systématique
Le nom correct complet (avec auteur) de ce taxon est Leucadendron linifolium (Jacq.) R.Br..
L'espèce a été initialement classée dans le genre Protea sous le basionyme Protea linifolia Jacq..
Leucadendron linifolium a pour synonymes :
- Leucadendron fusciflorum (Jacq.) R.Br.
- Leucadendron inflexum Klotzsch
- Leucadendron inflexum Klotzsch ex Meisn.
- Leucadendron longicaule (Knight) Williams
- Leucadendron pruinosum Mund
- Leucadendron pruinosum Mund ex Meisn.
- Leucadendron tortum var. inflexum Klotzsch
- Leucadendron tortum var. inflexum Klotzsch ex Meisn.
- Leucadendron tortum (Thunb.) R.Br.
- Protea densa Willd.
- Protea fusciflora Jacq.
- Protea globulariifolia Knight
- Protea hirta Meisn.
- Protea linifolia Jacq.
- Protea longicaulis Knight
- Protea passerina Meisn.
- Protea torta Thunb.